# Стоун, Эмма
Э́мили Джин (Э́мма) Сто́ун (англ. Emily Jean «Emma» Stone; род. 6 ноября 1988, Скотсдейл, Аризона, США) — американская актриса театра, кино, телевидения и озвучивания, кинопродюсер. Лауреат многочисленных наград, в том числе двух премий «Оскар», двух премий «Золотой глобус» и двух премий BAFTA. В 2017 году стала самой высокооплачиваемой актрисой мира и попала в список 100 наиболее влиятельных людей по мнению журнала Time.
Эмма Стоун начала свою актёрскую карьеру ещё ребёнком в театральной постановке «Ветер в ивах» в 2000 году. Подростком она переехала в Лос-Анджелес и дебютировала на телевидении в пилотном эпизоде невышедшего шоу талантов «Новая семья Партриджей». После небольших ролей на телевидении Стоун снималась в подростковых комедиях, в числе которых — «SuperПерцы» и «Добро пожаловать в Zомбилэнд». Прорывом в карьере Стоун стала комедия «Отличница лёгкого поведения», в которой она исполнила главную роль. Позже актриса сыграла одну из главных ролей в романтической комедии «Эта дурацкая любовь» и драме «Прислуга». Широкое признание к Стоун пришло благодаря роли Гвен Стейси в кинокомиксе «Новый Человек-паук» и его сиквеле.
Стоун получила номинации на премию «Оскар» за лучшую женскую роль второго плана за роли наркозависимой дочери главного героя в чёрной комедии «Бёрдмэн» и Абигейл Мешэм в драме «Фаворитка». Последний фильм стал первой из многих её совместных работ с режиссёром Йоргосом Лантимосом. Стоун выиграла две премии «Оскар» за лучшую женскую роль за роли начинающей актрисы в романтическом мюзикле «Ла-Ла Ленд» и воскресшей жертвы самоубийства в комедийном фэнтези Лантимоса «Бедные-несчастные». Также она сыграла теннисистку Билли Джин Кинг в спортивной драме «Битва полов» и главную роль в криминальной комедии «Круэлла». На телевидении актриса снялась в сатирических мини-сериалах «Маньяк» и «Проклятие».
На Бродвее Стоун исполнила роль Салли Боулз в возрождённом спектакле «Кабаре». В 2020 году Стоун вместе со своим мужем Дэйвом Маккери основала продюсерскую компанию Fruit Tree.

## Биография

### Ранние годы (1988—2003)
Эмили Джин Стоун появилась на свет 6 ноября 1988 года в Скотсдейле, штат Аризона, в семье основателя и руководителя генподрядной фирмы Джеффа Стоуна и домохозяйки Кристы Стоун (урождённой Йегер). C 12 до 15 лет Стоун жила на поле для гольфа в курорт-отеле Camelback Inn . У Эммы есть младший брат Спенсер. Её дедушка по отцовской линии, Конрад Остберг Стен, был из шведской семьи, которая англицировала свою фамилию на «Стоун». Стоун также имеет немецкие, английские, шотландские и ирландские корни.

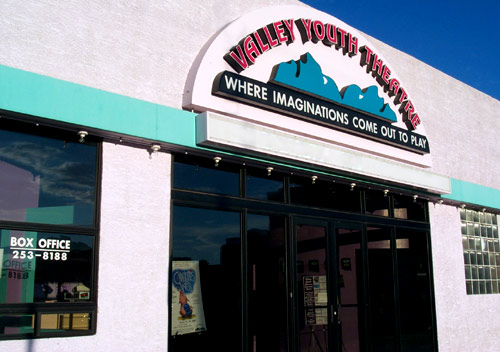
Молодёжный театр Вэлли в Финиксе, штат Аризона. В этом театре Стоун играла в шестнадцати спектаклях

В младенчестве Стоун страдала коликами и часто плакала. В результате у неё образовались узелки и мозоли на голосовых связках. Стоун считала себя громким и властным ребёнком. Она училась в начальной школе Секвойя и средней школе Кокопа до шестого класса. Стоун не нравилась школа, несмотря на то, что старалась учиться только на отлично. В детстве она страдала от панических атак и тревожности, и сказала, что они стали причиной снижения её социальных навыков. Стоун прошла курс терапии, отметив, что именно участие в местных театральных постановках помогло ей вылечить приступы, вспоминая:

В первый раз, когда у меня случилась паническая атака, я сидела в доме своей подруги и думала, что дом горит. Я позвонила маме, и она забрала меня домой, и в течение следующих трёх лет это не прекращалось. В обеднее время я ходила к медсестре почти каждый день и просто не находила покоя. Я просила маму рассказать мне, как именно пройдет день, а затем спрашивала снова через 30 секунд. Мне просто нужно было знать, что никто не умрёт и ничего не изменится.
Оригинальный текст (англ.)The first time I had a panic attack I was sitting in my friend's house, and I thought the house was burning down. I called my mom and she brought me home, and for the next three years it just would not stop. I would go to the nurse at lunch most days and just wring my hands. I would ask my mom to tell me exactly how the day was going to be, then ask again 30 seconds later. I just needed to know that no one was going to die and nothing was going to change.
— Эмма Стоун, The Wall Street Journal (июнь, 2015)
В четыре года у Стоун возникло желание стать актрисой. Изначально она хотела сыграть в скетч-комедии, но решила попасть в музыкальный театр и несколько лет брала уроки вокала. Её актёрский дебют состоялся в 2000 году в спектакле «Ветер в ивах». Стоун два года училась на дому. Тем временем она сыграла в молодёжном театре Вэлли в Финиксе в шестнадцати спектаклях, включая постановки «Принцесса на горошине», «Алиса в Стране чудес» и «Иосиф и его удивительный плащ снов». Позже Стоун отправилась в Лос-Анджелес на прослушивание в комедийное скетч-шоу «Всякая всячина» на канале Nickelodeon, но получила отказ. Родители отправили её на занятия к актёрскому тренеру, который в 1970-х годах работал в агентстве WMA.
Стоун училась в подготовительной школе колледжа Ксавье, девичьей католической школе, и бросила учёбу на первом курсе после первого семестра, чтобы стать актрисой. Она сделала презентацию в PowerPoint под названием «Проект „Голливуд“» с песней Мадонны «Hollywood» и показала её своим родителям, чтобы они разрешили ей переехать в Калифорнию ради актёрской карьёры. В 2003 году она переехала с матерью в Лос-Анджелес. «Я пробовалась в каждый ситком на Disney Channel на роль дочери, но меня никто не взял», — рассказывала Стоун. Между пробами Стоун посещала онлайн-курсы для старшеклассников и подрабатывала в кондитерской для собак.

### Первые роли (2004—2009)

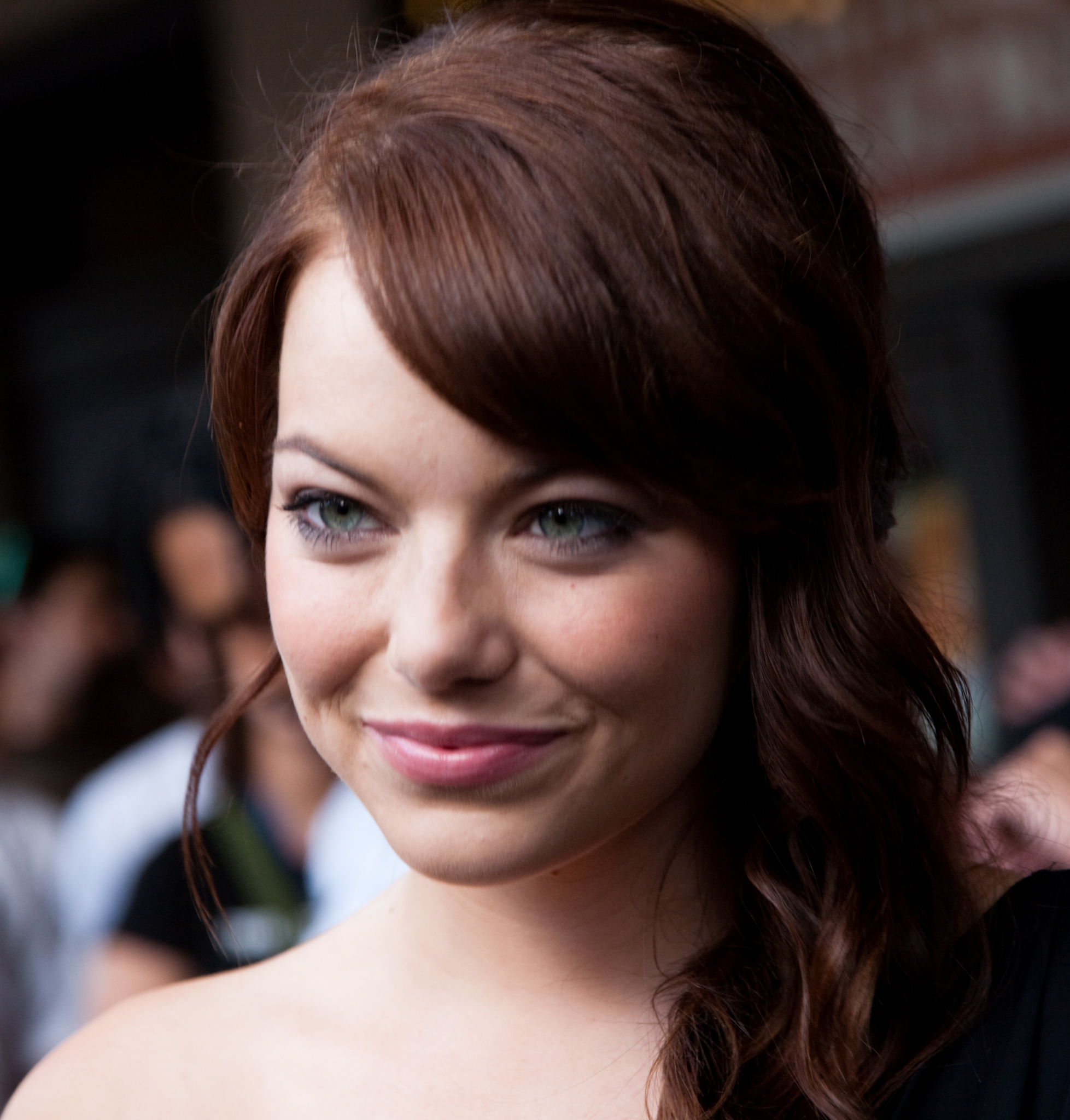
Стоун на мировой премьере фильма «Добро пожаловать в Zомбилэнд» в 2009 году в Остине, штат Техас

В 16 лет Стоун вступила в Гильдию киноактёров США. Имя «Эмили Стоун» было уже занято и некоторое время она носила псевдоним «Райли Стоун». На телевидении она дебютировала в 2004 году, сыграв роль Лоры Патридж в шоу талантов «В поисках новой семьи Партриджей» на канале VH1. Передачу переименовали в «Новая семья Партриджей», но пилотный выпуск так и не продали. Позже Стоун сыграла гостевые роли в сериалах «Медиум» и «Малкольм в центре внимания» и решила поменять имя на «Эмма» в честь Эммы Бантон из группы Spice Girls, так как ей было трудно привыкнуть к имени Райли. Потом актриса появилась в ситкоме Луи Си Кея «Счастливчик Луи» на HBO и пробовалась на роль Клэр Беннет в сериале от NBC «Герои», но получила отказ. В 2007 году Стоун сыграла Вайолет Тримбл в драматическом экшн-сериале от Fox «Гонка», но сериал закрыли во время показа первого сезона.
Кинодебют Стоун состоялся в 2007 году с выходом на экраны мировых кинотеатров комедии Грега Моттолы «SuperПерцы», где её партнёрами стали Майкл Сера и Джона Хилл. Фильм рассказывает о двух старшеклассниках, которые переживают ряд комических передряг после того, как пытаются купить алкоголь для вечеринки. Чтобы сыграть любовный интерес персонажа Хилла, актриса покрасила волосы в рыжий цвет. Стоун описала опыт съёмок в первом фильме как «потрясающий … (но) сильно отличающийся от других опытов, которые у меня были с тех пор». Лента была успешна в прокате и принесла Стоун премию «Молодой Голливуд» в номинации «Захватывающее новое лицо».
В следующем году Стоун снялась в комедии «Голый барабанщик» в роли Амелии, бас-гитаристки в группе. Как того требовала роль, она научилась играть на бас-гитаре. Актриса, которая описывает себя как человека, «любящего посмеяться», призналась, что ей было трудно воплотить персонажа, чьи черты характера сильно отличаются от её собственных. Фильм и игра Стоун заработали негативные отзывы кинокритиков и стали кассовым провалом. Её следующая картина, романтическая комедия «Мальчикам это нравится», пользовалась большим успехом у широкой публики и прошла с умеренным успехом в прокате. В фильме она сыграла президента женского «сестринства» и спела песню «I Know What Boys Like», кавер-версию песни 1982 года группы The Waitresses. Лента получила достаточно сдержанные отзывы, а сама актёрская работа Стоун была благосклонно оценена кинопрессой. По словам рецензента Кена Фокса из TV Guide, Стоун движется в верном направлении к тому, чтобы стать успешной актрисой.
В 2009 году Стоун появилась в трёх картинах. В первом фильме — романтической комедии Марка Уотерса «Призраки бывших подружек» с Мэттью Макконахи, Дженнифер Гарнер и Майклом Дугласом в главных ролях, снятой по мотивам повести Чарльза Диккенса «Рождественская песнь» — Стоун исполнила роль призрака девушки, преследующего своего бывшего парня. Фильм получил в целом негативные отзывы критиков, однако собрал хорошую кассу. Вторым фильмом этого года была постапокалиптическая зомби-комедия Рубена Флейшера «Добро пожаловать в Zомбилэнд», ставшая самой кассовой лентой Стоун того года с мировым доходом в 102,3 миллиона долларов, в которой её партнёрами были Вуди Харрельсон, Джесси Айзенберг и Эбигейл Бреслин. Персонаж Стоун — мошенница Вичита, одна из последних выживых на планете, которая вместе со своей сестрой Литтл-Рок (Бреслин) путешествуют по США в поисках убежища, свободного от зомби. Репортёр журнала Empire Крис Хьюитт назвал роль Стоун «плохо проработанной». В более позитивном обзоре, Тим Роби, критик газеты The Daily Telegraph, сказал: «Очень многообещающая Стоун … крепкий орешек, которая производит впечатление человека мудрее своих лет». Следующее появление Стоун состоялось в фильме «Бумажный человек», где актриса сыграла роль школьницы Эбби, помогающей писателю Ричарду Данну (Джефф Дэниелс) в работе над книгой. Картина была прохладно встречена критиками.

### Рост популярности (2010—2013)
2010-е годы начались для Эммы Стоун с озвучки австралийской овчарки Мэйзи в комедии «Мармадюк» — адаптации комикса Брэда Андерсона. Прорыв актрисы произошёл в том же году, когда она сыграла свою первую главную роль в подростковой комедии Уилла Глака «Отличница лёгкого поведения». Для съёмок в этом фильме Стоун отказалась от роли в картине Зака Снайдера «Запрещённый приём». Фильм, частично основанный на романе американского писателя Натаниэля Готорна «Алая буква», рассказывает историю девушки Олив Пендергаст (Стоун), над которой насмехаются из-за пущенного слуха о потере ею невинности в школе с пуританскими нравами. Картина получила высокие оценки критиков, а актёрская игра Стоун считалась её главным достоянием. Ричард Корлисс, пишущий для журнала Time назвал игру Эммы Стоун одной из десяти лучших ролей в кино 2010 года, добавив, что «Стоун придает победную зрелость и дар заставлять дерзкие диалоги звучать естественно. Эта 22-летняя актриса — личность и звезда, вокруг которой Голливуд мог бы построить несколько неплохих фильмов». Также положительное мнение о работе Стоун составила Анна Смит из журнала Time Out, написав: «Стоун потрясающе играет, её знающая манера говорить подразумевает интеллект и безразличие с затаённой теплотой». Фильм имел успех в прокате и собрал 75 миллионов долларов при бюджете в 8 миллионов. За свою роль Стоун была номинирована на премии BAFTA в категории Восходящая звезда и «Золотой глобус» за лучшую женскую роль в комедии или мюзикле, как итог, выиграв кинонаграду MTV Movie Award за лучшую комедийную роль.

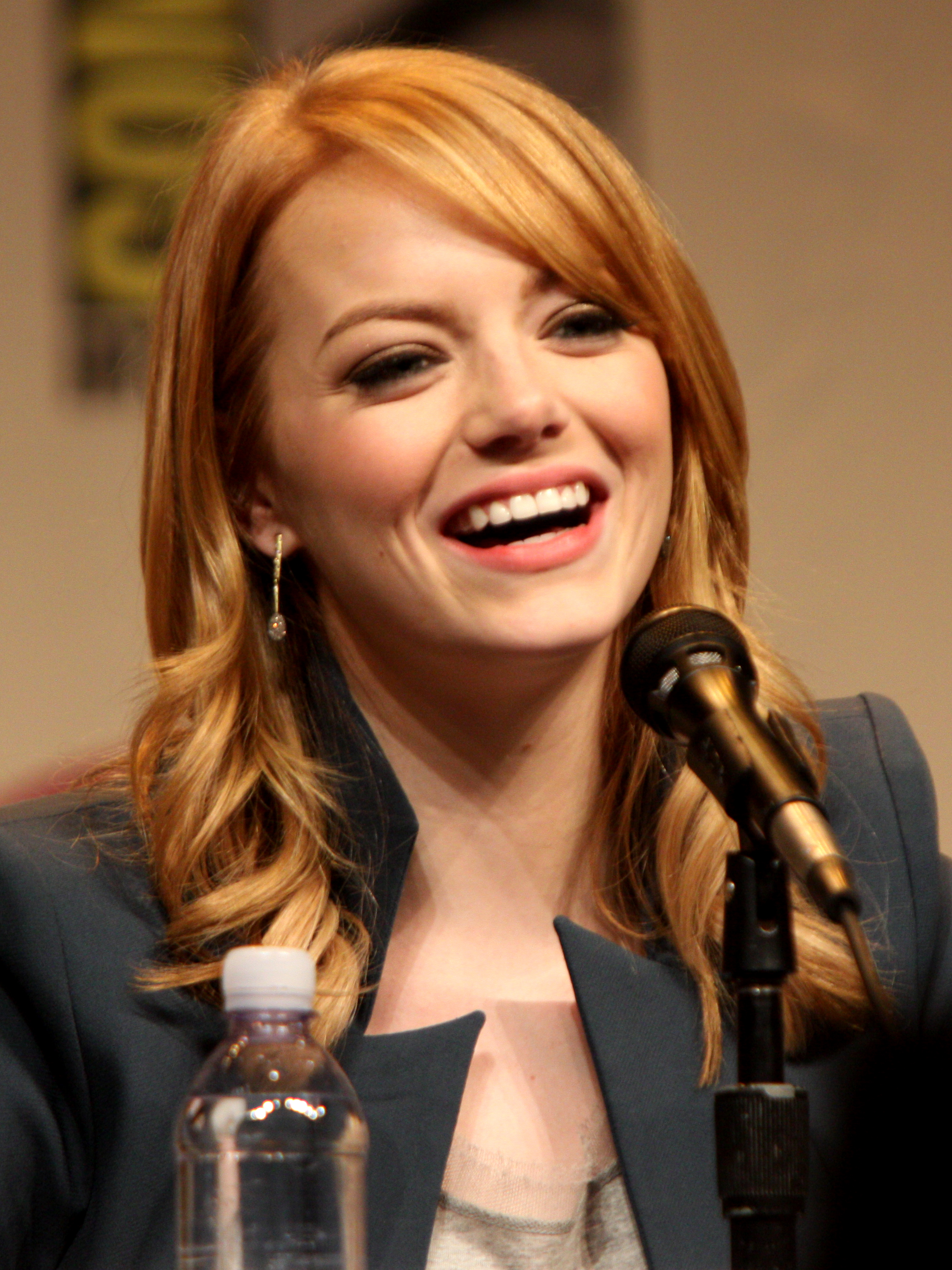
Стоун на фестивале WonderCon в 2012 году во время продвижения фильма «Новый Человек-паук»

В октябре 2010 года Стоун была ведущей эпизода юмористической передачи NBC «Saturday Night Live»; среди её выступлений был комедийный номер, обыгрывающий её сходство с Линдси Лохан. Актриса назвала этот опыт «лучшей неделей в своей жизни». Она снова выступила в качестве ведущей в 2011 году, затем появилась в одном эпизоде в 2014 году и спустя год — в специальном выпуске, посвящённом 40-летию программы. В 2011 году Стоун вновь поработала с режиссёром Уиллом Глаком, снявшись в эпизодической роли в его комедии «Секс по дружбе». В том же году актриса приняла участие в работе над романтической комедией «Эта дурацкая любовь», в которой были задействованы такие актёры как, Стив Карелл, Райан Гослинг и Джулианна Мур. В фильме она сыграла Ханну Уивер, выпускницу юридического колледжа и возлюбленную персонажа Гослинга. Дрю Маквини из HitFix сказал, что несмотря на некоторые разбежности в сюжетной линии ленты, именно актёрская партия Стоун «связывает весь фильм воедино». За исполнение этой роли Стоун получила награду Teen Choice Awards как лучшая киноактриса комедии. Картина с успехом прошла в прокате, собрав 142,9 млн долларов при бюджете в 50 миллионов.
Будучи не в восторге остаться заложницей образа «саркастического интереса парня», Эмма Стоун наряду с Виолой Дэвис приняла участие в съёмках драмы о расовой сегрегации Тейта Тейлора «Прислуга» (2011), фильме, который посчитала вызовом. Картина является экранизацией одноимённого бестселлера Кэтрин Стокетт, повествующая об афроамериканцах, работающих на белых людей в городе Джэксон, штат Миссисипи, в начале 1960-х годов. Перед тем как Стоун утвердили в проекте, она встретилась с Тейлором, чтобы выразить своё желание сыграть в фильме. Стоун предстала в картине в роли начинающей писательницы Юджинии «Скитер» Филан, которая мечтает написать книгу от имени чернокожей прислуги, чтобы продемонстрировать многочисленные ущемления прав афроамериканцев. Во время подготовки к роли, актриса училась говорить с южным акцентом, а также изучала Движение за гражданские права через литературу и кино. «Прислуга» собрала в прокате свыше 210 миллионов долларов при бюджете в 25 миллионов, став самым коммерчески успешным фильмом в карьере Стоун на тот момент. Фильм и игра актрисы получили благоприятные отзывы критиков. Корреспондент журнала Empire Анна Смит назвала героиню Стоун «благонамеренной и чрезвычайно симпатичной», несмотря на то, что нашла её характер несколько несовершенным. Картина выдвигалась на премию «Оскар» за лучший фильм и была отмечена наградами за лучший актёрский состав от Круга женщин-кинокритиков и Ассоциации кинокритиков вещательных компаний.
Стоун отказалась от роли в комедийном боевике «Мачо и ботан» после того, как была утверждена на главную женскую роль в супергеройском фильме Марка Уэбба «Новый Человек-паук» (2012), который является перезапуском трёх фильмов Сэма Рэйми, вышедших в 2002, 2004 и 2007 годах. Она предстала перед зрителями в роли Гвен Стейси, девушки Питера Паркера в исполнении Эндрю Гарфилда. Для этой роли Стоун вернулась к своему натуральному светлому цвету волос, которые ранее красила в рыжий цвет. Эмма посчитала, что несёт ответственность за участие в фильме о Человеке-пауке, и отметила, что «в детстве не читала комиксы, и мой опыт ограничивался фильмами Сэма Рэйми… Я всегда считала, что Мэри Джейн была его первой любовью», добавив, что была знакома только с воплощением Брайс Даллас Ховард в фильме «Человек-паук 3: Враг в отражении». «Новый Человек-паук» имел широкий коммерческий успех и стал седьмым самым кассовым фильмом 2012 года с мировым доходом в 757,9 млн долларов. Журналистка Entertainment Weekly Лиза Шварцбаум нашла Стоун «неотразимой», а Ян Фрир, пишущий для Empire, был особенно впечатлён актёрской игрой Стоун и Гарфилда. Роль Гвен Стейси принесла Стоун номинации на премию People’s Choice Awards сразу в трёх категориях, включая награду в категории «Любимая киноактриса». Затем в том же году актриса приняла участие в озвучке видеоигры Sleeping Dogs, которая принесла ей премию Spike Video Game Awards.
2013 год Эмма Стоун начала с работы над озвучкой мультфильма кинокомпании DreamWorks Animation SKG «Семейка Крудс», который был номинирован на премию «Оскар» за лучший анимационный фильм. После последовало её появление в главной роли в комедийном короткометражном фильме «Вероника», где её партнёром по съёмочной площадке стал Киран Калкин. «Вероника» является частью фильма «Movie 43», включающий в себя 14 коротких комедийных сцен. В картине также приняли участие Кейт Уинслет, Джерард Батлер, Хью Джекман, Ума Турман, Хэлли Берри и другие актёры. Фильм получил шквал отрицательных отзывов кинокритиков и провалился в прокате. В том же 2013 году Стоун вместе с Райаном Гослингом и Шоном Пенном снялась в картине Рубена Флейшера «Охотники на гангстеров», действие которой разворачивается в Лос-Анджелесе в 1940-х годах. В фильме она исполнила роль Грейс Фарадей, роковой женщины, которая попала в любовный треугольник с гангстером Коэном (Пенн) и сержантом Вутерсом (Гослинг). Оставшись недовольным фильмом, ведущий кинокритик газеты The New York Times Энтони Скотт назвал его «суматошным нагромождением фетровых шляп и костюмов», однако при этом высоко оценил актёрский тандем Стоун и Гослинга.

### Состоявшаяся актриса (2014—2017)
В 2014 году Эмма Стоун вернулась к роли Гвен Стейси в кинокомиксе «Новый Человек-паук: Высокое напряжение». В интервью журналу Total Film актриса сказала, что её персонаж не зависит от главного героя фильма: «Она спасает его больше, чем он её спасает. Она невероятно полезна для Человека-паука… Он — мускулы, она — мозги». Её перевоплощение было оценено весьма высоко. Корреспондент журнала Empire Ким Ньюман составила положительное мнение об актёрской игре Стоун, сказав: «Стоун — Хит Леджер этой киносерии, делая что-то поразительное во второстепенной роли, которую можно было бы легко упустить из виду». Работа Стоун была отмечена наградой Kids’ Choice Awards в категории «Любимая киноактриса». В том же году Стоун приняла участие в съёмках романтической комедии Вуди Аллена «Магия лунного света», которая имела скромный коммерческий успех. Энтони Скотт раскритиковал её роль в сочетании с Колином Фёртом, описав её как «педантическую бессмыслицу, которая должна означать превосходный интеллект».

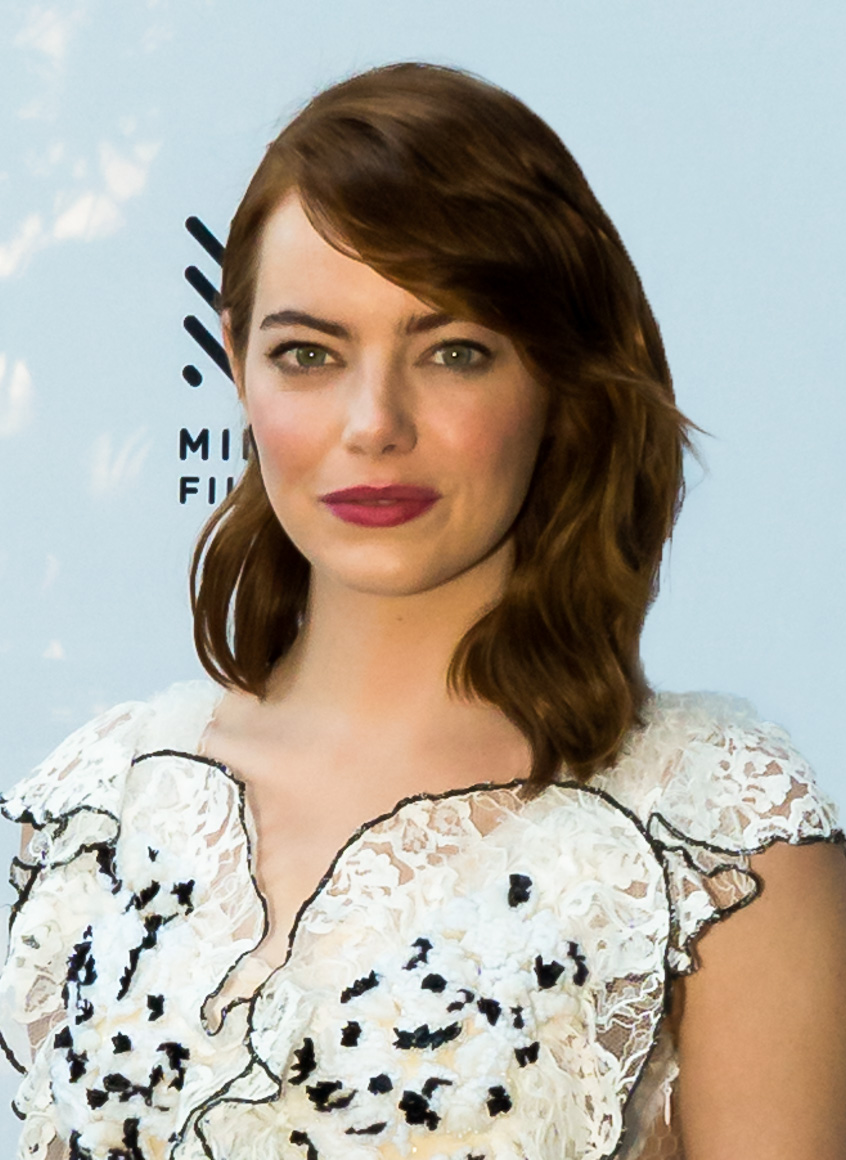
Стоун на показе фильма «Ла-Ла Ленд» в 2016 году. За роль в фильме она получила премию «Оскар» за лучшую женскую роль

Чёрная комедия Алехандро Гонсалеса Иньярриту «Бёрдмэн» стала последним фильмом с участием Стоун в 2014 году, в котором её партнёрами по съёмкам были Майкл Китон и Эдвард Нортон. В картине актриса предстала во второстепенной роли Сэм Томсон, дочери актёра Риггана Томсона (Китон), прошедшей курс реабилитации от наркомании и впоследствии ставшей его помощницей. Иньярриту создал этого персонажа, опираясь на свой собственный опыт общения с дочерью. Фильм собрал «урожай» благоприятных отзывов от критиков и получил девять номинаций на премию «Оскар», победив в четырёх из них на 87-й церемонии вручения, включая награду за «Лучший фильм». Сервис Movie Network назвал актёрскую работу Стоун в этой картине одной из лучших её ролей на тот момент, а авторитетный кинокритик Робби Коллин из The Daily Telegraph добавил, что она была «великолепна» и «поразительна» в своей роли, при этом, выделив её монолог в фильме, который, по его мнению, был «подобно удару вязальной спицы в живот». Это перевоплощение принесло Стоун номинации на премии «Оскар», «Золотой глобус», BAFTA и премию Гильдии киноактёров США как лучшей актрисе второго плана, однако статуэтки в том году выиграла Патрисия Аркетт за роль в фильме «Отрочество».
С ноября 2014 по февраль 2015 года Стоун исполняла на Бродвее роль Салли Боулз в возрождённом мюзикле «Кабаре», заменив Мишель Уильямс. Сама актриса назвала своё участие в спектакле «самым нервным событием в жизни», и рассказала в одном из интервью, что слушала французскую радиостанцию, чтобы психологически подготовиться к роли. Критик журнала Variety Мэрилин Стасио подвергла критике её вокальные данные и сочла её исполнение «немного узким в качестве эмоциональной платформы, но разумным выбором для её актёрских навыков, идеально подходящих для её острого ума и кинетической энергии». В 2015 году на широкие экраны вышли две картины с участием Стоун — романтическая комедия Кэмерона Кроу «Алоха» и детективная драма Вуди Аллена «Иррациональный человек» — потерпели неудачу в прокате, критики встретили как фильмы, так и её игру в обеих картинах низкими оценками. В фильме «Алоха», актриса исполнила роль пилота американских военно-воздушных сил в паре с Брэдли Купером; в «Иррациональном человеке» — студентку, проявляющую романтический интерес к профессору философии — персонажу Хоакина Феникса. Первый фильм стал предметом разногласий, поскольку героиня Стоун должна была быть смешанного азиатского, гавайского и шведского происхождения. Позже актриса выразила сожаление по поводу своего участия в проекте, признав «отбеливание ролей» распространённой проблемой в Голливуде. Несмотря на порицание со стороны критиков, за роль в «Алохе» Стоун выдвигалась на премию Teen Choice Awards в категории «Лучшая киноактриса комедии». В том же году Эмма приняла участие в съёмках музыкального клипа Уилла Батлера на песню «Anna».
Когда Стоун дебютировала на Бродвее в мюзикле «Кабаре», она познакомилась с режиссёром Дэмьеном Шазеллом, который, впечатлившись её выступлением, пригласил актрису на прослушивание в свой романтический мюзикл «Ла-Ла Ленд». Этот фильм стал третьим совместным проектом для Стоун и Гослинга, в котором Стоун перевоплотилась в молодую начинающую актрису Мию Долан, живущую в Лос-Анджелесе, которая мечтает о карьере голливудской кинозвезды. Стоун позаимствовала несколько реальных событий, исходя из своего личного опыта для создания персонажа, и в процессе подготовки к съёмкам смотрела «Шербурские зонтики» и фильмы с участием Фреда Астера и Джинджер Роджерс. Для саундтрека к мюзиклу она записала шесть песен. Фильм открывал Венецианский кинофестиваль в 2016 году, где удостоился оваций, а сама Стоун выиграла Кубок Вольпи за лучшую женскую роль. Лента стала кассовым хитом, заработав более 440 миллионов долларов при бюджете в 30 миллионов. Актёрская работа Стоун удостоились высоких оценок от прессы: рецензент газеты The Guardian Питер Брэдшоу сказал, что «… Стоун никогда не была лучше: необыкновенно умная, проницательная и чувствительная, её большие глаза, похожие на глаза лани, излучают ум, даже когда наполнены слезами». За роль в этом фильме актриса стала обладательницей целого ряда престижных кинопремий, включая «Оскар», «Золотой глобус», BAFTA и премию Гильдии киноактёров США за лучшую женскую роль.
В 2017 году Эмма Стоун была задействована в единственном проекте — спортивной драме «Битва полов», основанной на матче 1973 года между теннисистами Билли Джин Кинг (Стоун) и Бобби Риггсом (Стив Карелл). В процессе подготовки к съёмкам Стоун общалась с Кинг, смотрела старые кадры и интервью с ней, тренировалась с тренером по диалекту, чтобы говорить с акцентом Кинг, а также пила высококалорийные протеиновые коктейли для набора веса. Премьера фильма состоялась на Международном кинофестивале в Торонто в 2017 году, где актёрская работа Стоун была встречена восторженными отзывами со стороны кинокритиков. В смешанном обзоре фильма Бенджамин Ли из The Guardian похвалил Стоун за то, что она вышла из своей зоны комфорта и дала «сильную» и «убедительную» актёрскую игру. Несмотря на в целом положительные отзывы критиков после премьерных показов, фильм обернулся неудачей в прокате. Актриса в четвёртый раз выдвигалась на «Золотой глобус» и присутствовала на церемонии вручения вместе с Кинг.

### Сотрудничество с Йоргосом Лантимосом и профессиональный рост (с 2018 года)

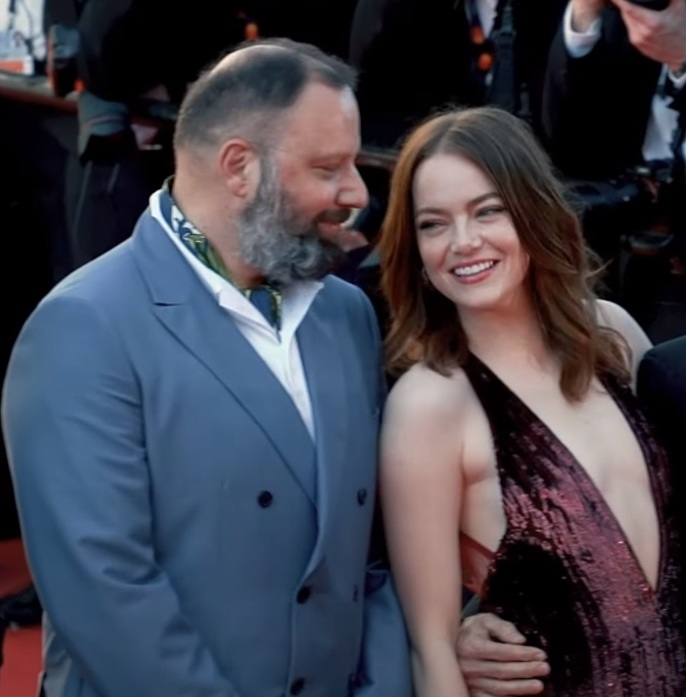
Стоун сотрудничала с режиссёром Йоргосом Лантимосом над несколькими фильмами, включая «Фаворитку» и «Бедные-несчастные»

В 2018 году Стоун и Рэйчел Вайс сыграли Абигейл Мешэм и Сару Черчилль, двух кузин, борющихся за право стать фавориткой королевы Анны (Оливия Колман), в исторической комедийной драме Йоргоса Лантимоса «Фаворитка». Будучи единственной американкой среди британского актёрского состава, Стоун было трудно овладеть акцентом своей героини. Премьера картины состоялась на 75-м Венецианском кинофестивале. Фильм получил признание критиков. Майкл Нордин из IndieWire похвалил Стоун за исполнение смелой роли после «Ла-Ла Ленда». Также критик назвал Стоун, Вайс и Колман «великим триумвиратом, сложившимся в трагичном и смешном историческом фильме». Позже Стоун выступила исполнительным продюсером и сыграла в чёрно-комедийном мини-сериале Кэри Фукунаги «Маньяк» для Netflix. В сериале Стоун и Джона Хилл сыграли двух незнакомцев, принявших участие в исследовании нового фармацевтического препарата. Являясь поклонницей творчества Фукунаги, Стоун согласилась на участие в проекте, даже не читая сценарий. Джуди Берман из журнала Time высоко оценила актёрские работы Стоун и Хилла, отметив возросший уровень актёрского мастерства молодых американцев со времён их совместной работы в подростковой комедии «SuperПерцы». Стоун получила пятую номинацию на «Золотой глобус» и третью на «Оскар» за «Фаворитку», а также номинации на премию Гильдии киноактёров США за «Маньяка» и «Фаворитку». Также в 2018 году Стоун снялась в клипе на песню Пола Маккартни «Who Cares».
Стоун повторила роль Вичиты в фильме «Zомбилэнд: Контрольный выстрел» (2019), сиквеле «Добро пожаловать в Zомбилэнд». Лента вызвала неоднозначные отзывы со стороны критиков и собрала в прокате 125 миллионов долларов. Затем актриса озвучила документальный сериал Netflix «Чтобы вы поняли… ум» (2019) и вновь вернулась к озвучке Гип в анимационном фильме «Семейка Крудс: Новоселье» (2020). В 2021 году Стоун предстала в образе Круэллы де Виль (в предыдущих экранизациях роль играла Гленн Клоуз) в криминальной комедии Крейга Гиллеспи «Круэлла», основанной на диснеевском мультфильме «101 далматинец». Стоун сыграла вместе с Эммой Томпсон и выступила в качестве исполнительного продюсера фильма вместе с Гленн Клоуз. Фильм вышел в американский прокат и на платформе Disney+ с подпиской Premier Access. Лента была удостоена в основном положительных отзывов от критиков и собрала в прокате 233 миллиона долларов при бюджете в 100 миллионов. Репортёр газеты Los Angeles Times Джастин Чанг заявил, что, несмотря на несовершенный сценарий, Стоун была «полностью предана своей работе, ослепительна до блеска», при этом положительно сравнил игру актрисы в этом фильме с её перевоплощением в картине «Фаворитка», подчеркнув, что она «отточила каждый нюанс, когда сыграла очередную скромницу, ставшую амбициозной интриганкой». За «Круэллу» Стоун получила ещё одну номинацию на «Золотой глобус».
В 2020 году Стоун и её муж Дэйв Маккери основали продюсерскую компанию Fruit Tree. Первым проектом компании стала дебютная режиссёрская работа Джесси Айзенберга «Когда ты закончишь спасать мир». Премьера картины состоялась на кинофестивале «Сандэнс» в 2022 году. Фильм получил скромные оценки. Следующим релизом Fruit Free стала комедия Хулио Торреса «Проблемный». Премьера фильма состоялась на фестивале South by Southwest в 2023 году. Изначально выход картины в широкий прокат планировался в том же году, но его перенесли в связи с забастовкой SAG-AFTRA. Оба фильма снимались в сотрудничестве с A24.

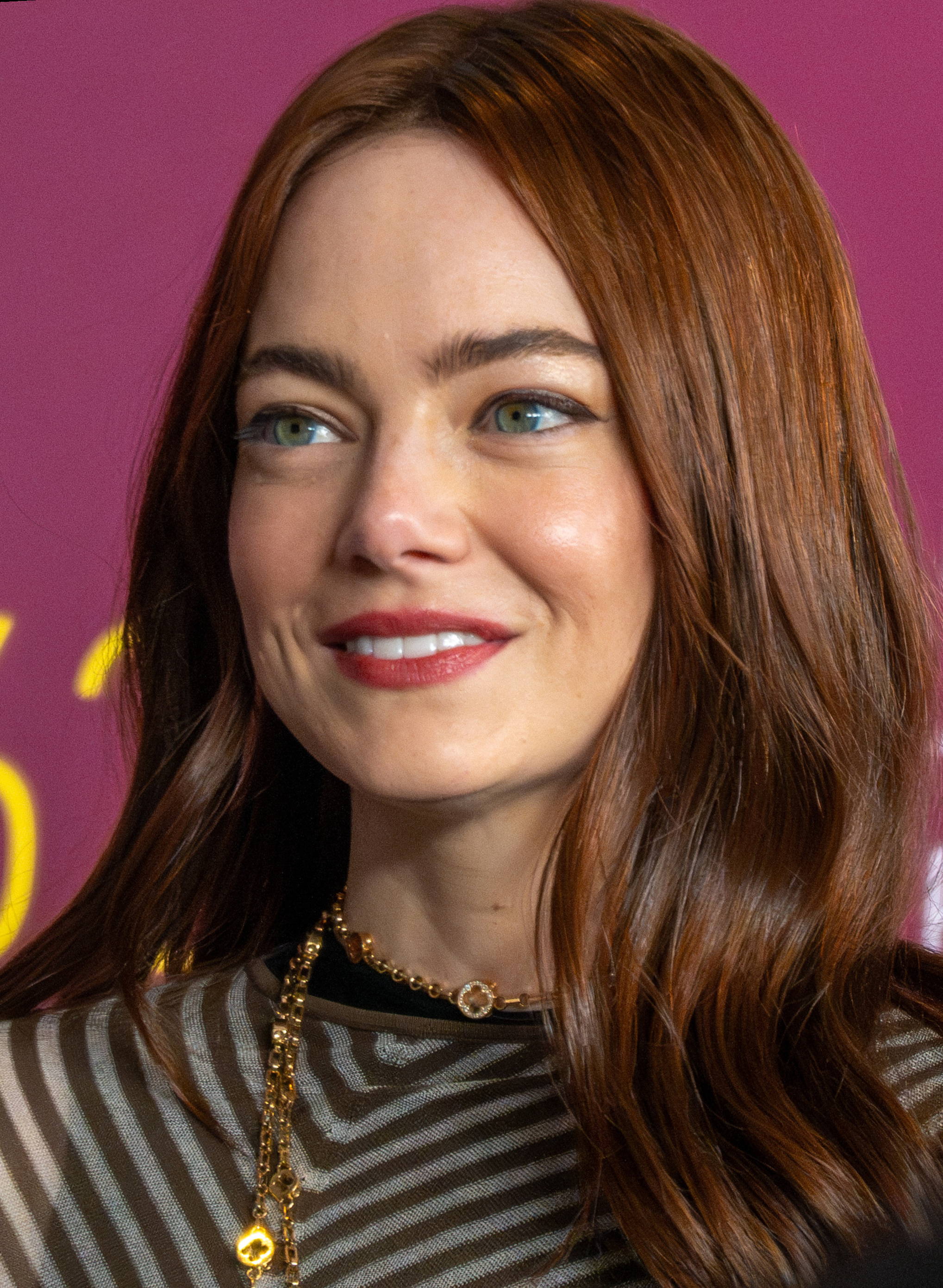
Стоун на премьере фильма «Настоящая боль» в рамках Нью-Йоркского кинофестиваля 2024 года

Стоун продолжила сотрудничать с Лантимосом и снялась в его короткометражной ленте «Блеяние» (2022) и полнометражном фэнтезийном фильме о взрослении «Бедные-несчастные» (2023), основанном на романе Аласдера Грея. В последнем фильме Стоун также выступила продюсером, где сыграла роль Беллы Бакстер, молодой женщины из викторианского Лондона, которую воскресили после самоубийства. Сама актриса нашла опыт игры своей героини, освобождённой от социального давления, «чрезвычайно освобождающим», и снялась обнажённой в интимных сценах. Актёрская игра Стоун в этом фильме высоко оценивалась ведущими кинокритиками мира. Дэвид Руни из The Hollywood Reporter писал, что перевоплощение Стоун выстраивает широкую дугу, о которой многие актёры могли бы только мечтать, и особенно подчеркнул её способность исполнять физическую комедию. Кинокритик издания Time Стефани Захарек назвала игру актрисы «живой, исследовательской, почти лунной в своей совершенной странности». Позже Стоун выступила исполнительным продюсером сатирического комедийного сериала от Showtime «Проклятие», в котором исполнила роль Уитни, влиятельной личности, которая вместе со своим мужем ведёт передачу на HGTV. По мнению обозревательницы BBC Culture Кэрин Джеймс, благодаря ролям в «Блеянии», «Бедных-несчастных» и «Проклятии» Эмма Стоун за год продемонстрировала значительный артистический рост, перестав быть просто голливудской звёздой и окончательно утвердившись в качестве серьёзной актрисы. Актриса получила ещё две номинации на «Золотой глобус» за лучшую женскую роль за роли в «Бедных-несчастных» и «Проклятии», в конечном итоге, удостоившись награды за работу в первом проекте. Кроме этого, за своё мастерское перевоплощение в картине «Бедные-несчастные» Стоун была отмечена вторыми статуэтками «Оскар» и BAFTA за лучшую женскую роль, а также в дополнение получила ещё одну номинацию на «Оскар» в категории «Лучший фильм», как один из продюсеров данного фильма.
Кинофестиваль «Сандэнс» в 2024 году ознаменовался выходом двух фильмов, спродюсированных Стоун для Fruit Tree — хоррора «Я видел свечение телевизора» и второй режиссёрской работы Айзенберга «Настоящая боль». Последний из них — комедийная драма, главными персонажами которой являются два двоюродных брата Дэвид и Бенджи — американцы еврейского происхождения, которые, выполняя предсмертную просьбу своей бабушки, посещают её дом в Польше и в результате окунаются в историю Холокоста. Стоун в четвёртый раз поработала с Лантимосом, воплотив трёх персонажей в его абсурдистском фильме-антологии «Виды доброты», премьера которого состоялась на Каннском кинофестивале в 2024 году. Кинокритик Роберт Дэниелс, пишущий для новостного портала Mashable, счёл картину самой слабой среди их совместных коллабораций, а саму актрису «неподходящей для роли».
В 2025 году Стоун впервые работала с режиссёром Ари Астером — она приняла участие в съёмках его современного вестерна «Эддингтон», премьерный показ которого состоялся в рамках основного конкурса Каннского кинофестиваля. Помимо Стоун, в фильме были задействованы Хоакин Феникс, Педро Паскаль и Остин Батлер. В своём обзоре на фильм Бен Кролл из TheWrap отметил, что, хотя Стоун и Паскаль «без сомнения готовы к действиям», их персонажам не дано многого, добавив, что они представлены не как полноценные персонажи, а как «образы», которые «оказываются в нужное время в нужном месте» в поле зрения персонажа Феникса. В своём следующем проекте Стоун вновь воссоединится с Лантимосом в фантастической комедии «Бугония», ремейке южнокорейского фильма «Спасти зелёную планету!».

## Признание и репутация

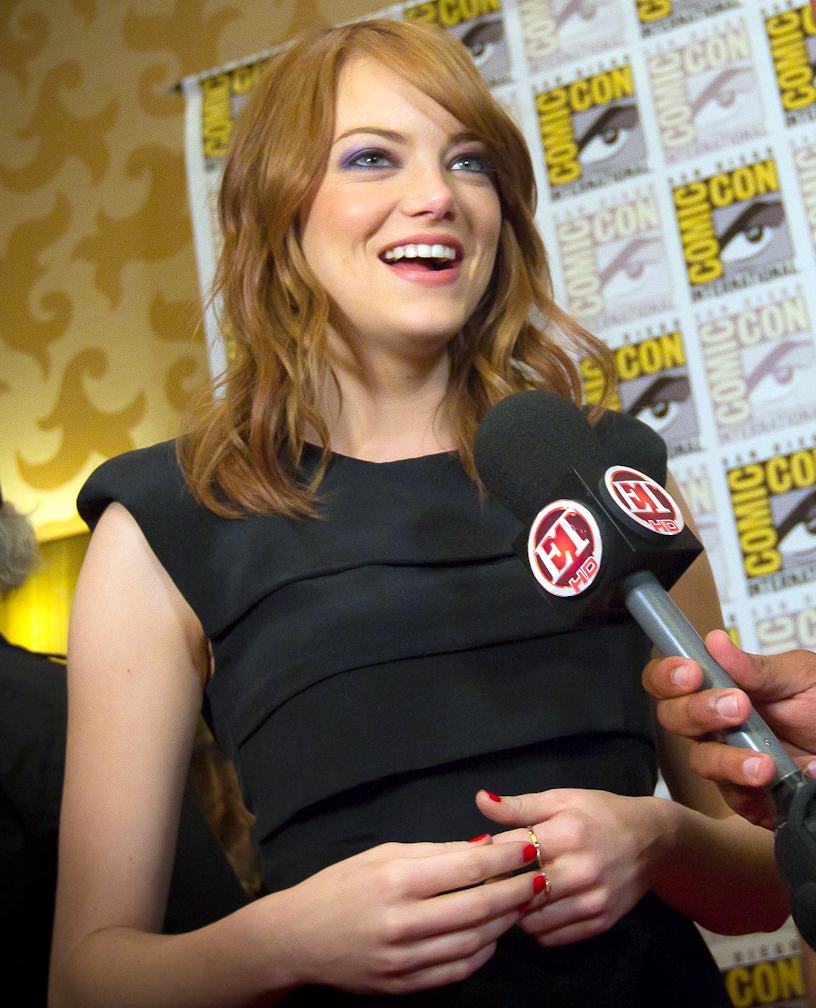
Стоун на San Diego Comic-Con в 2011 году. Её волосы, глаза и сиплый голос были названы средствами массовой информации её характерными особенностями

Ряд изданий СМИ считает Эмму Стоун одной из самых талантливых актрис своего поколения. Кирк Ханикатт из The Hollywood Reporter назвал Стоун «одной из лучших молодых актрис», рассматривая её игру в драме «Прислуга». Она известна тем, что играет роли как в громких блокбастерах, так и в малобюджетных независимых фильмах. Редактор журнала Time Дэниел Д’Аддарио назвал это «существенным риском», добавив, что участие в таких фильмах дает ей возможность «попробовать что-то новое и завоевать авторитет». Анализируя её экранного персонажа, рецензент Джессика Кианг из Indiewire подчеркнула, что Стоун «обычно играет девушку из числа „обычных соседских девушек“, и лично она также демонстрирует многие из этих качеств, а также абсолютный отказ воспринимать себя слишком серьёзно». Биограф Карен Холлингер отметила, что в начале своей карьеры Стоун часто называли «звёздной инженю», что воспринималось как ограничение, от которого та смогла избавиться, несмотря на отсутствие классического актёрского образования, так как «создала блестящую карьеру, основываясь на исполнительских навыках, тщательном выборе ролей и яркой индивидуальности». В анализе карьеры Стоун, опубликованном в 2024 году на IndieWire, рецензенты сайта сочли, что от прорывных ролей в подростковых комедиях до перехода к работам более широкого диапазона в независимых фильмах, Стоун занимает позицию потенциально новой кинозвезды в меняющемся ландшафте Голливуда.
По мере развития карьеры в голливудских фильмах, Стоун стала популярной и успешной актрисой. В 2008 году актриса возглавила список журнала Saturday Night «20 восходящих звезд до 30 лет». В 2010 году сайт LoveFilm также включил Стоун в свой список 20 лучших актрис до 30 лет, а её игра в фильме «Отличница лёгкого поведения» попала в десяток лучших ролей 2010 года по версии журнала Time. В 2013 году Стоун дебютировала в списке Celebrity 100, подборке «100 самых влиятельных людей мира», ежегодно выбираемой Forbes. Журнал сообщил, что с июня 2012 по июнь 2013 года она заработала 16 миллионов долларов. В том же году актриса заняла первое место в десятке лучших звёзд с самым высоким доходом по версии журнала. В 2015 году Forbes опубликовал информацию о том, что Стоун стала одной из самых высокооплачиваемых актрис с доходом в 6,5 млн долларов, а два года спустя назвал самой высокооплачиваемой актрисой мира с годовым доходом в 26 миллионов долларов. В 2017 году Стоун была включена в список 100 наиболее влиятельных людей по версии журнала Time.
Стоун называют иконой стиля, а её волосы, глаза и сиплый голос считаются её уникальными чертами. Редакторы журнала Vogue похвалили актрису за «утончённую и элегантную внешность», добавив, что «её харизма, как и на экране, так и за его пределами очаровала многих», а также отдали должное её приверженности «гламуру старого Голливуда». Журналистка газеты The New York Times Би Шапиро назвала Стоун «симпатичной … энергичной, талантливой, самоироничной и немного странной» актрисой, разнообразной в своём выборе одежды. В 2009 году она была включена в список «100 самых сексуальных женщин мира» по версии журнала FHM и фигурировала в подборке Hot 100 от Maxim; последнее издание также включало её в свой список ещё трижды — в 2010, 2011 и 2014 годах. В 2011 году Стоун вошла в список «Самых сексуальных и перспективных женщин» от Victoria’s Secret как самая сексуальная актриса. В том же году фигурировала в других списках масс-медиа, включая подборки: «100 самых красивых женщин» по версии журнала People, «100 самых сексуальных женщин мира» от изданий FHM и FHM Australia, а также «100 самых горячих женщин» по данным журнала Men’s Health. В 2013 году актриса заняла шестую строчку в чарте «100 самых сексуальных кинозвёзд всех времён» по версии журнала Empire. Стоун была названа самой стильной женщиной 2012 года по версии журнала Vogue и фигурировала в аналогичных списках изданий Glamour в 2013 и 2015 годах, а также People в 2014 году.

## Личная жизнь

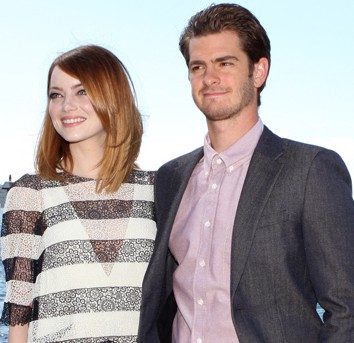
Стоун и Эндрю Гарфилд в 2014 году

Стоун переехала из Лос-Анджелеса в Гринвич-Виллидж, штат Нью-Йорк, в 2009 году. В 2016 году она вернулась в Лос-Анджелес. Несмотря на пристальное внимание прессы, актриса отказывается делиться подробностями своей личной жизни. Стоун пытается вести нормальный образ жизни и ей не нравится привлекать внимание папарацци за пределами своего дома. Актриса считает Дайан Китон своим кумиром и назвала её «одной из самых закрытых актрис всех времён». У Стоун близкие отношения со своей семьёй. «Я счастлива, что вокруг меня есть прекрасная семья и замечательные люди. Если бы я хоть на минуту затерялась в облаках, они могли бы дать мне пинка под зад. В таком случае мне очень повезло», — заявляла Стоун.
Стоун два года встречалась с коллегой по фильму «Бумажный человек» Кираном Калкиным. В 2011 году она начала встречаться с коллегой по фильму «Новый Человек-паук» Эндрю Гарфилдом. Отношения длились четыре года. Пресса строила разные домыслы по поводу их отношений. Хотя пара неоднократно появлялась вместе, они отказывались комментировать характер своих отношений на публике. В 2014 году во время мероприятия в Нью-Йорке Стоун и Гарфилд призвали папарацци посетить веб-сайты, распространяющие информацию о таких проблемах, как аутизм. В 2015 году пара рассталась.
3 декабря 2016 года Стоун познакомилась с режиссёром «Saturday Night Live» Дэйвом Маккери, когда вела шоу. Через год они начали встречаться. 4 декабря 2019 года они объявили о своей помолвке и поженились на частной церемонии в сентябре 2020 года. В январе 2021 года стало известно, что пара ожидает рождения первенца. В марте того же года у Стоун родилась дочь Луиза Джин. По состоянию на 2021 год Стоун и Маккери проживают в Остине, штат Техас. В 2022 году Стоун продала свой дом в Малибу, штат Калифорния, за 4,425 миллиона долларов. В 2024 году продала дом в Лос-Анджелесе за 4 миллиона.
По словам Стоун, она страдает астмой, первый приступ которой случился у неё во время съёмок фильма «Отличница лёгкого поведения», при том, что ранее такого диагноза ей не ставили. Её матери диагностировали рак молочной железы, от которого та вылечилась в 2008 году. Стоун с матерью отпраздновала это событие, сделав себе татуировки в виде птичьих лапок, разработанных Полом Маккартни, что является отсылкой к песне The Beatles «Blackbird», которую она и её мать любят. Стоун является сторонницей организации Planned Parenthood, которой выразила поддержку, надев значок Planned Parenthood на своё платье на 89-й церемонии вручения наград премии «Оскар» в 2017 году.

## Другая деятельность
Стоун участвовала в социальной кампании от косметического бренда «Revlon», которая была направлена на распространение информации о раке молочной железы. В 2011 году актриса снялась в совместном видео от медиафраншизы «Звёздные войны» и благотворительной программы «Stand Up to Cancer» для сбора средств на исследования рака. С 2012 по 2014 год Стоун была ведущей мероприятия «Revlon Run/Walk» от Фонда индустрии развлечений, целью которого является помощь в борьбе с женским раком.
Стоун вместе с тремя другими селебрити посетила церемонию вручения премии Nickelodeon HALO Awards 2012 года; программа транслировалась как специальное телевизионное шоу, рассказывающее о четырёх подростках, которые «помогают и ведут за собой других» (англ. Helping and Leading Others, HALO). В 2014 году она посетила всемирную экологическую акцию «Час Земли», инициированную Всемирным фондом дикой природы. Через год приняла участие в мероприятии по сбору средств в поддержку Фонда кино и телевидения, который помогает людям в кино- и телеиндустрии с ограниченными или нулевыми ресурсами. Будучи феминисткой, Стоун сотрудничала с более чем 300 другими женщинами-знаменитостями Голливуда, после чего в 2018 году была создана организация Time's Up, направленная на защиту женщин от сексуальных домогательств и дискриминации.

## Фильмография и награды
Согласно сайту-агрегатору рецензий Rotten Tomatoes, самыми высоко оценёнными фильмами с участием Эммы Стоун являются «SuperПерцы», «Добро пожаловать в Zомбилэнд», «Отличница лёгкого поведения», «Эта дурацкая любовь», «Прислуга», «Новый Человек-паук», «Новый Человек-паук: Высокое напряжение», «Бёрдмэн», «Ла-Ла Ленд», «Битва полов», «Фаворитка», «Круэлла» и «Бедные-несчастные».
Стоун была признана Академией кинематографических искусств и наук за следующие заслуги:
- 87-я церемония вручения премии «Оскар»: номинация в категории «Лучшая женская роль второго плана» за фильм «Бёрдмэн»
- 89-я церемония вручения премии «Оскар»: победа в категории «Лучшая женская роль» за фильм «Ла-Ла Ленд»
- 91-я церемония вручения премии «Оскар»: номинация в категории «Лучшая женская роль второго плана» за фильм «Фаворитка»
- 96-я церемония вручения премии «Оскар»: победа в категории «Лучшая женская роль» за фильм «Бедные-несчастные»
- 96-я церемония вручения премии «Оскар»: номинация в категории «Лучший фильм» за фильм «Бедные-несчастные».

Стоун пять раз номинировалась на премию Британской Академии в области кино в следующих номинациях: «Восходящая звезда», «Лучшая женская роль второго плана» — за фильмы «Бёрдмэн» и «Фаворитка», и «Лучшая женская роль» — за картины «Ла-Ла Ленд» и «Бедные-несчастные», выиграв в последних двух. Кроме того, среди других значимых наград у актрисы имеются: две премии «Золотой глобус» за лучшую женскую роль в комедии или мюзикле — за роли в картинах «Ла-Ла Ленд» и «Бедные-несчастные», а также премия Гильдии киноактёров США и Кубок Вольпи Венецианского кинофестиваля за лучшую женскую роль в мюзикле «Ла-Ла Ленд».

### Комментарии
1. ↑  В 2024 году Стоун призналась, что просила своих коллег по съёмочной площадке называть её Эмили, так как предпочитает, чтобы её называли по имени, данному при рождении[18][19].
2. ↑  «Another Day of Sun», «City of Stars», «Someone in the Crowd», «A Lovely Night», «Audition (The Fools Who Dream)» и «City of Stars (Humming)»[110].